# Bell 205
Le Bell 205 est un hélicoptère de transport américain. C'est une version du Bell UH-1 Iroquois. Il est construit sous licence en Italie sous le nom de Agusta-Bell AB 205.

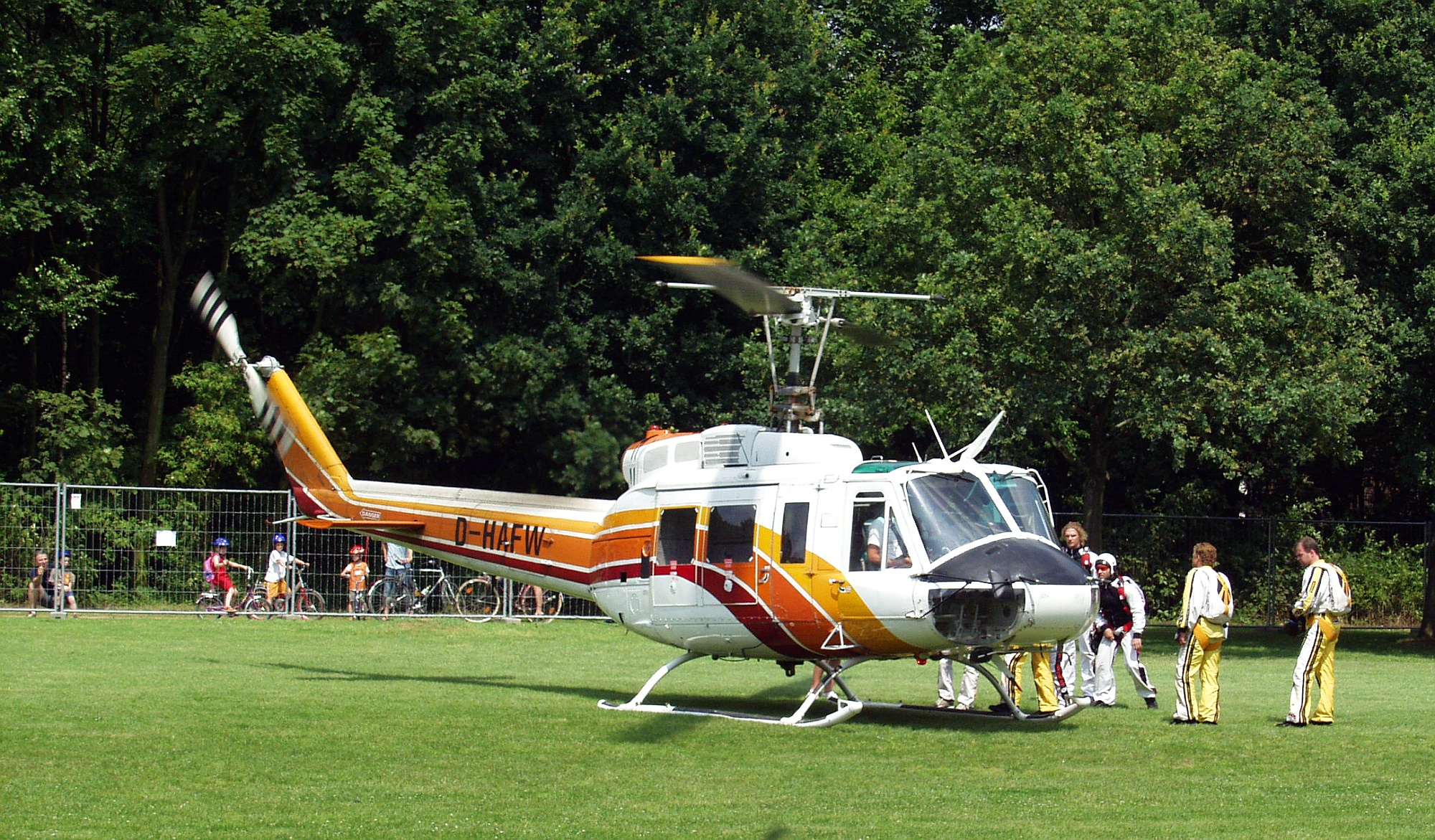
Un Bell 205 allemand